# ラファフ県
ラファフ県 (アラビア語: محافظة رفح/ Muḥāfaẓat Rafaḥ)は、パレスチナ自治区のガザ地区南端の県。
県都はラファフ。日本語では「ラファ県」の表記ある。
2014年7月1日の人口は21万7800人で、ガザ地区の12.4%を占め、5県中最小。
面積は64km²で、ガザ地区の17.5%を占め、5県中3位。
人口密度は3403.1人/km²。
エジプト領ラファフとの間に国境が走る。

## 人口
- 1997年12月10日：12万2865人
- 2007年12月1日：17万3372人
- 2014年7月1日：21万7800人

## 隣接県
- 北：地中海
- 東：ハーン・ユーニス県
- 南：南部地区
- 西：北シナイ県

## 主要都市
人口は2014年7月1日の値。
- ラファフ：19万6400人(県都)

## 難民キャンプ
- ラファフ・キャンプ（英語版）：9万5187人(2005年)
- テル・アル・スルタン（英語版）：2万4118人(2006年)

## 交通
- ヤーセル・アラファト国際空港：2001年にイスラエル軍の空爆により破壊され、以降閉鎖されている。